# Susanne Keil
Susanne Keil (* 18. Mai 1978 in Frankfurt am Main) ist eine ehemalige deutsche Leichtathletin und Olympiateilnehmerin im Hammerwurf.
Susanne Keil startete bis Ende 2004 für die LG Eintracht Frankfurt, danach für TSV Bayer 04 Leverkusen, sie hatte bei einer Körpergröße von 1,72 m ein Wettkampfgewicht von 69 kg. Vom Ende der 1990er Jahre bis zu ihrem Karriereende 2007 gehörte Keil zu den besten deutschen Hammerwerferinnen und zur erweiterten Weltspitze. Ihre persönliche Bestleistung von 72,74 m erzielte sie am 15. Juli 2005 in Nikiti, diese Leistung war seinerzeit deutscher Rekord, insgesamt stellte sie vier deutsche Rekorde auf, davon drei im Jahre 2003. Susanne Keil war 2002 und 2003 Deutsche Meisterin; 2001 sowie 2004 bis 2006 war sie Vizemeisterin. Sie war die erste Deutsche, die den Hammer über die 70-Meter-Marke schleuderte, als sie im Juni 2003 in Fränkisch-Crumbach beim traditionellen Hammerwurfmeeting den von ihr gehaltenen Rekord auf 71,93 m verbesserte.
Ausgerechnet im Olympiajahr 2004 konnte Susanne Keil wegen einer Ellenbogenverletzung nicht an ihre starken Leistungen aus dem Vorjahr anknüpfen. Ihre Jahresbestweite erzielte sie mit 67,77 m im Juli in Braunschweig. Bei den Olympischen Spielen 2004 scheiterte sie mit für sie enttäuschenden 66,35 m in der Qualifikation. Ihr international wertvollstes Ergebnis war der fünfte Platz bei den Weltmeisterschaften 2003 mit einer Weite von 69,43 m. Bei den Weltmeisterschaften 2005 wurde sie Zwölfte, 2001 kam bereits in der Qualifikation das Aus. Auf europäischer Ebene gewann sie bei den Titelkämpfen der Juniorinnen 1997 mit 59,22 m die Bronzemedaille, im Aktivenbereich blieb Platz zehn bei den Europameisterschaften 2002 ihr bestes Resultat. Keil schloss im Januar 2003 eine Ausbildung zur Verlagskauffrau ab. Sie trat nach dem Ende ihrer Sportlerlaufbahn eine Stelle beim Remscheider General-Anzeiger an.